# Infinity Engine
L'Infinity Engine è un motore grafico sviluppato dalla software house canadese BioWare, creato per supportare il videogioco di ruolo Baldur's Gate.

## Caratteristiche
L'Infinity è stato concepito da BioWare, in principio, come pilastro per una complessa tech demo nota come Battleground Infinity, che sarebbe poi divenuta Baldur's Gate, nella sua forma completa. Il motore grafico è mosso dalle API di OpenGL ed è stato creato appositamente per i videogiochi di ruolo, infatti, è basato su una costruzione dello scenario in visuale isometrica, con sfondi in pre-rendering 2D e personaggio giocante e PNG basati su sprite.
Nel dicembre 2000, dopo il rilascio di Baldur's Gate II: Shadows of Amn, Ray Muzyka decise di intraprendere lo sviluppo ed il rilascio di una patch, sui giochi BioWare, per portare l'Infinity a supportare la più alta risoluzione di 800×600 pixel. L'ultimo videogioco di ruolo ad utilizzare Infinity fu Icewind Dale II, nel 2002; fino a quando nel 2016, a distanza di 17 anni dalla pubblicazione del gioco originale, è stata rilasciata l'espansione Siege of Dragonspear per Baldur's Gate, che utilizza appunto il medesimo motore grafico.
La naturale evoluzione di Infinity è stato l'Aurora Engine che BioWare ha utilizzato per la prima volta nel 2002 con Neverwinter Nights.